# Mănăstirea Dălhăuți
Mănăstirea Dălhăuți este o mănăstire ortodoxă din România situată în satul Dălhăuți, comuna Cârligele, județul Vrancea (la circa 15 km vest de Focșani), aflată în episcopia Buzăului și Vrancei. Este renumită mai ales pentru icoana Maicii Domnului, făcătoare de minuni.
A fost mănăstire de călugări de la întemeierea sa (secolul XV după unele surse) și până la desființarea prin decretul comunist nr. 410/1959. A fost reactivată în anul 1990, ca mănăstire de călugărițe.

## Istoric
Situată în mijlocul pădurilor de fag și stejar de pe dealul Deleanu, la câțiva km vest de satul omonim, care aparține de comuna Cârligele, Mănăstirea Dălhăuți este un vechi lăcaș de cult ortodox, al cărui istoric nu este complet elucidat nici acum.
O legendă spune că mânăstirea ar fi luat ființă încă din secolul al XV-lea (perioada 1464-1469), când doi ciobani originari din Dobrogea, Anufie si Irapalie Dălhăuș, au văzut în inima pădurii o lumină neobișnuită și au auzit un glas spunându-le: "Aici este izvorul darurilor Mele". Cei doi frați au înțeles că Maica Domnului dorește să se înalțe un sfânt lăcaș; ei s-au călugărit și au pus bazele așezământului monahal, construind biserica cu hramul Izvorul tămăduirii. Mânăstirea a rămas cunoscută sub numele Dălhăuți, după numele celor doi frați Dălhăuș (satul omonim a fost întemeiat mai târziu - un vechi document păstrat la Arhivele Naționale din București menționează existența acestui sat în anul 1615). Legenda mai spune că ei au fost ajutați, la ridicarea bisericii, și de un ucenic al Sfântului Nicodim de la Tismana, iar altarul bisericii l-au facut chiar acolo unde se aratase acea lumină văzută de frații Dălhăuș.

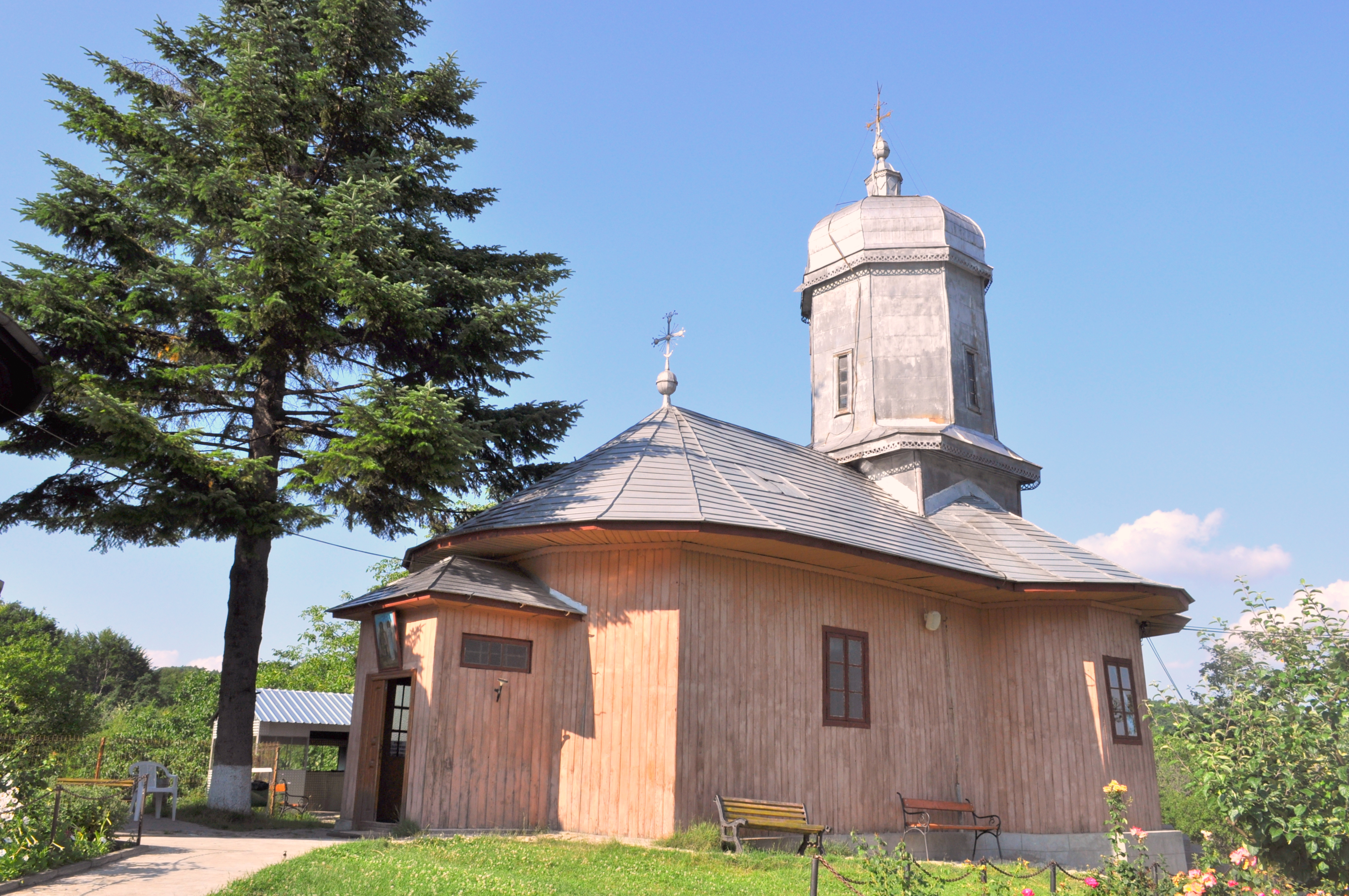
Biserica de lemn a mânăstirii

Mai târziu, pe la începutul secolului al XVII-lea, la Mănăstirea Dălhăuți s-a ridicat o a doua biserică, tot din lemn, având hramul Sfinții Arhangheli Mihail și Gavriil.
Referitor la această biserică, există și prima mărturie scrisă, și anume pisania având textul:
Aceasta sfântă și dumnezeiască biserică s-au făcut din temelie în zilele stăreției sfinției sale Teoclit, la anul 1810, iar acum in zilele sfinției sale starețului Dionisie, s-au mai înnoit si s-au împodobit cu catapeteasma săpată și poleită, cum și altarul si tinda și slonul. S-au zugravit, după cum se vede, în zilele Măriei sale, Grigorie Dimitrie Ghica Voievod, a Presfinției sale Chir Chesarie, episcopul Buzăului, la leat 1827, iulie 20.
Din această pisanie nu reiese însă clar dacă starețul Teoclit a ridicat această biserică pe terenul gol (caz în care poate fi considerat ca fiind ctitorul mănăstirii), sau doar a refăcut o biserică mult mai veche (din anul 1625, după unele surse).
O a treia biserică, cu hramul Sfinții Împărați Constantin și Elena, a fost ridicată la Mănăstirea Dălhăuți între anii 1840-1850 de către Smaranda Periețeanu și Constantin Angelescu, în timpul arhimandritului Venedict, stareț la Mănăstirea Poiana Mărului (județul Buzău), care răspundea și de Schitul Dălhăuți. Această biserică se află însă într-o stare de ruină - abandonată în perioada comunistă, lovită de cutremurul din 1977, biserica nu mai este funcțională.

## Icoana făcătoare de minuni a Maicii Domnului

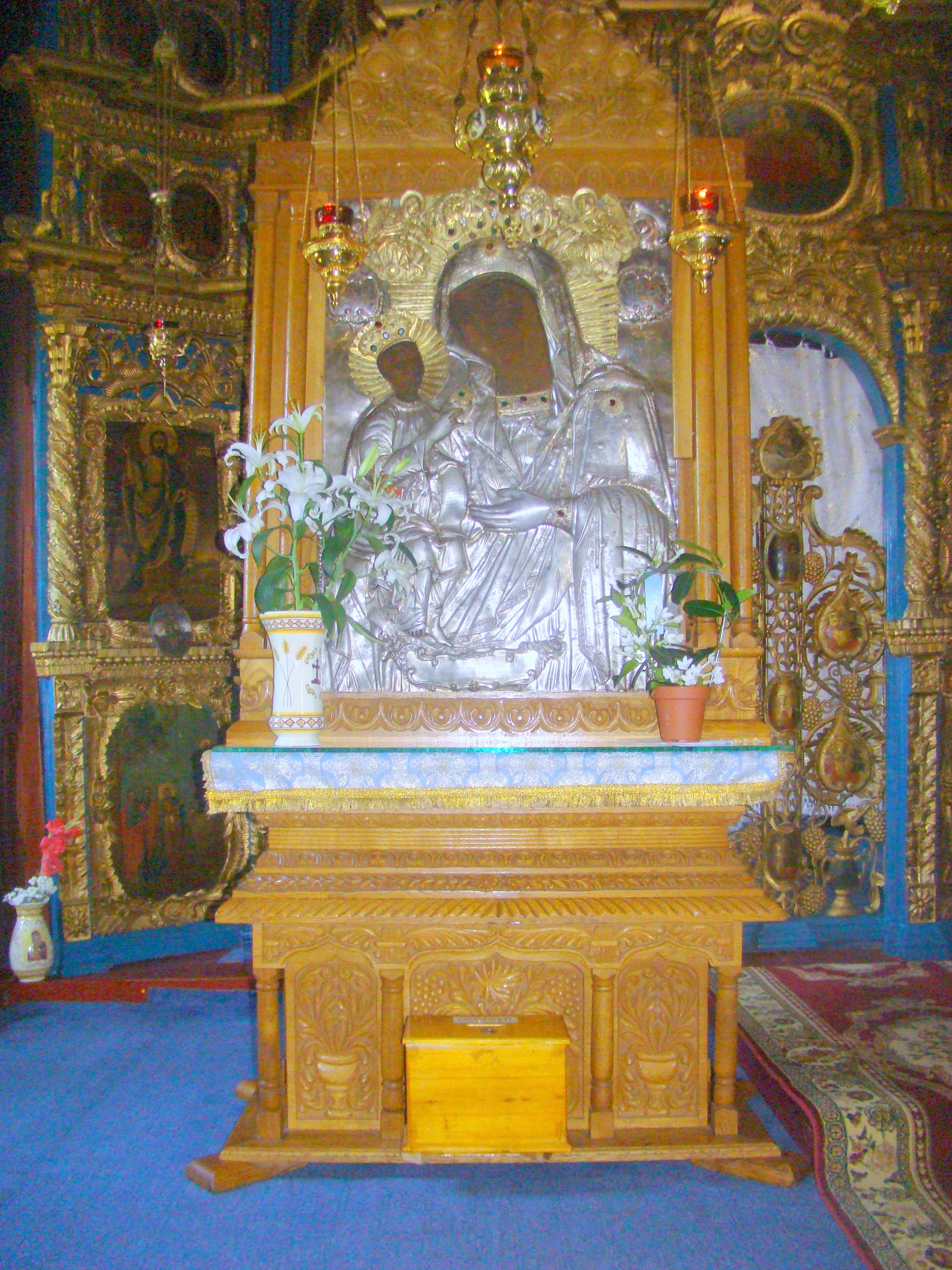
Icoana făcătoare de minuni a Maicii Domnului

Unul dintre motivele pentru care Mănăstirea Dălhăuți era vestită în toată Țara Românească și chiar și în Moldova, era faptul că aici se afla (și se află și în prezent) icoana făcătoare de minuni a Maicii Domnului.
Legenda acestei icoane spune că ar fi una dintre cele șapte icoane pictate de însuși Sfântul Apostol și Evanghelist Luca; specialiștii sunt însă de părere că icoana a fost pictată câteva secole mai târziu, fiind o copie după o icoană a Sfântului Apostol și Evanghelist Luca. Anufie Dălhăuș, ctitorul legendar al mânăstirii Dălhăuți, ar fi adus-o de la Constantinopol, după cucerirea de către turcii lui Mehmed al II-lea Fatih (1453). Pe drumul de întoarcere, Anufie a fost însă prins și jefuit de turci, iar icoana - tăiată cu iataganele și aruncată în podul unui grajd. Batjocura turcilor nu a rămas însă fără urmări: în timpul nopții, un vuiet neobișnuit a cutremurat grajdul, iar caii, speriați, au început să se omoară între ei. Zgomotul si nechezatul cailor au alertat grăjdarii, care și-au găsit și ei sfârșitul în acel haos. Starețul Anufie a încercat să le explice turcilor cauza acestui dezastru prin intervenția Maicii Domnului, dar a fost condamnat la moarte, iar icoana a fost aruncată în mare. Monahul scăpă însă cu viață datorită faptului că ienicerul care trebuia să-l omoare era un român ajuns în robie la turci. Acesta îl eliberează, cu condiția să nu mai calce prin Constantinopol (devenit Istanbul). Întors în țară cu sentimentul amar al pierderii icoanei sfinte, Anufie se retrage pe malul Mării Negre să mediteze in singurătate. Seara se lasă încet și în decorul de o rară frumusețe, o lumină orbitoare pare că merge pe apă apropiindu-se tot mai mult, iar Anufie nu-și poate explica acest fenomen. A doua zi, se întoarce iar la malul mării. De data aceasta, soarele ce se naște din mare îi dezvăluie icoana sfântă plutind pe apă. Recuperarea icoanei sfinte stârnește lacrimi de bucurie pe obrazul lui întristat. Descoperă cu tristețe că fețele Fecioarei și Pruncului Sfânt fuseseră rănite cu iataganele in mai multe locuri. Anufie a adus icoana la Mănăstirea Dălhăuți - cicatricile de pe fețele Fecioarei și Pruncului Sfânt se văd și astăzi, ca și cum ar fi făcute în carne adevărată.
Se spune că, de-a lungul timpului, această sfântă icoană a făcut multe minuni. În vreme de calamități (secetă, inundații etc.), icoana este purtată în procesiune prin satele dimprejurul mânăstirii și de fiecare dată a fost de un real ajutor.

## Mănăstirea Dălhăuți în prezent
Mănăstirea Dălhăuți a fost mănăstire de călugări de la întemeiere și până la desființarea sa prin decretul comunist nr. 410/1959. Biserica Ortodoxă Română, prin strădania episcopului Epifanie al Buzăului, a reactivat această mănăstire în anul 1990, ca mănăstire de călugărițe.
Între anii 1979-1990, icoana făcătoare de minuni a Maicii Domnului fusese transferată forțat la Muzeul de la Posada, apoi la Muzeul Național de Artă al României din București, pierzându-i-se urma. Cu binecuvântarea P.S. Epifanie al Buzăului și Vrancei și prin străduința maicii starețe de atunci, Emilia Focșa, icoana a fost readusă la Mănăstirea Dălhăuți, fiind așezată spre închinare în biserica mânăstirii.
La ora actuală, Mănăstirea Dălhăuți este unul dintre cele mai bine organizate așezăminte monahale din Arhiepiscopia Buzăului și Vrancei. În ultima perioada de timp, aici s-au construit o clopotniță impozantă, un corp nou de chilii și s-a amenajat un muzeu într-o clădire nouă.

În mânăstire se află aproximativ 20 de călugărițe, stareța actuală fiind maica Emanuela Enea.
Mănăstirea Dălhăuți este inclusă în Lista monumentelor istorice din România, având codul de clasificare  VN-II-a-B-20832.

## Galerie de imagini

### Biserica de zid a mănăstirii
Biserica de zid a mănăstirii cu hramul „Izvorul Tămăduirii", având codul LMI VN-II-m-B-20832.02.

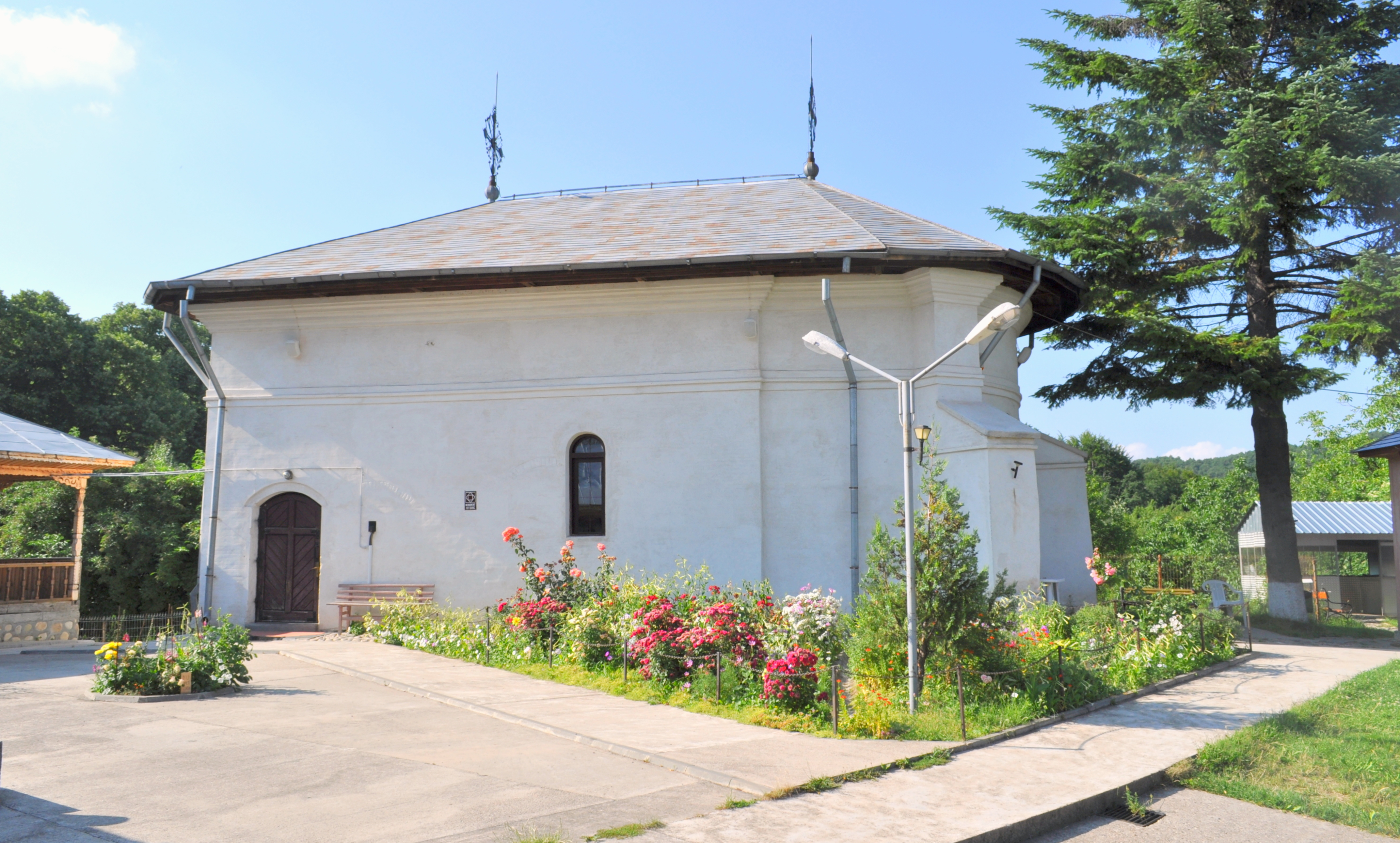
Biserica „Izvorul Tămăduirii" (în 2011)
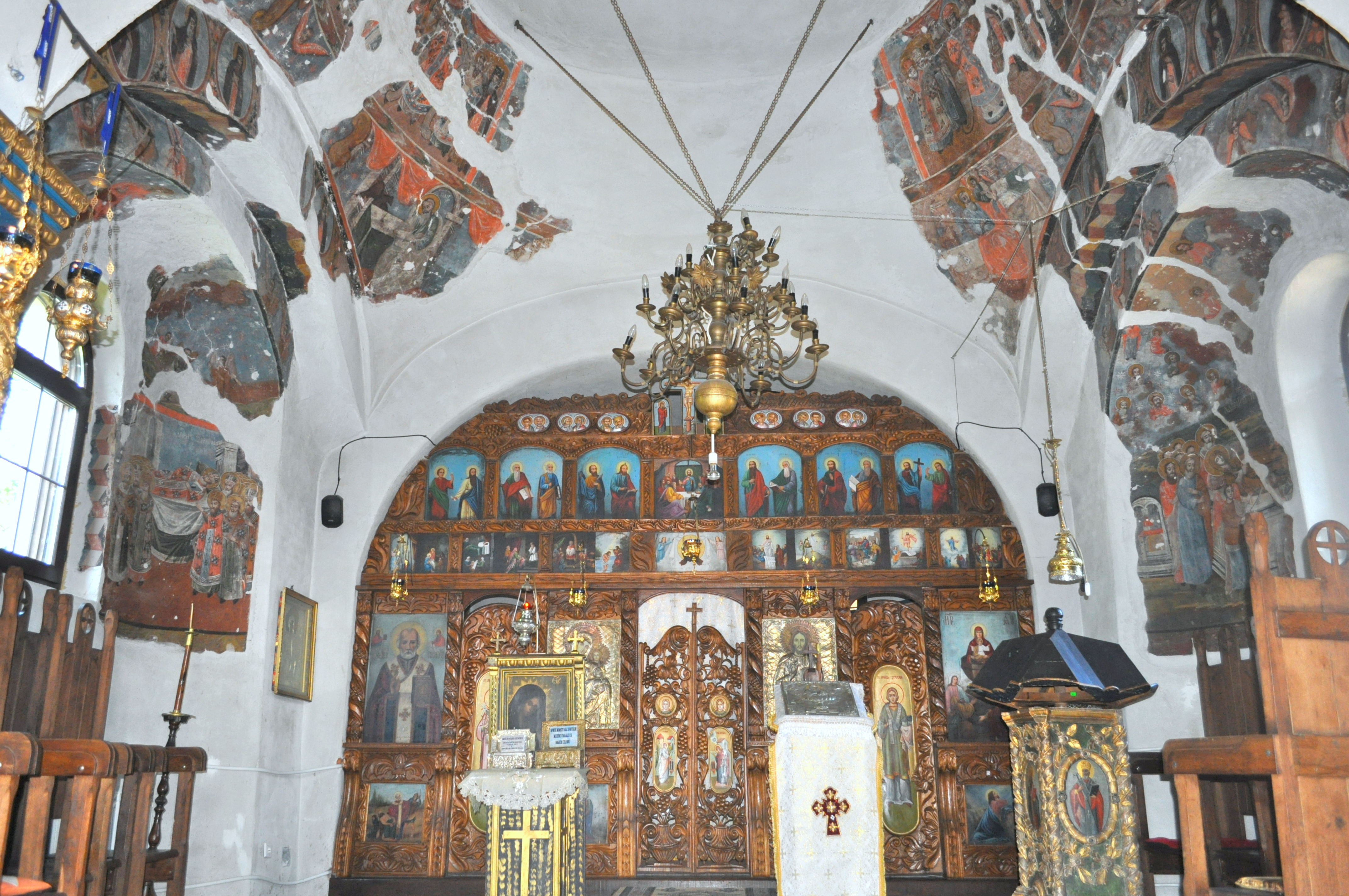
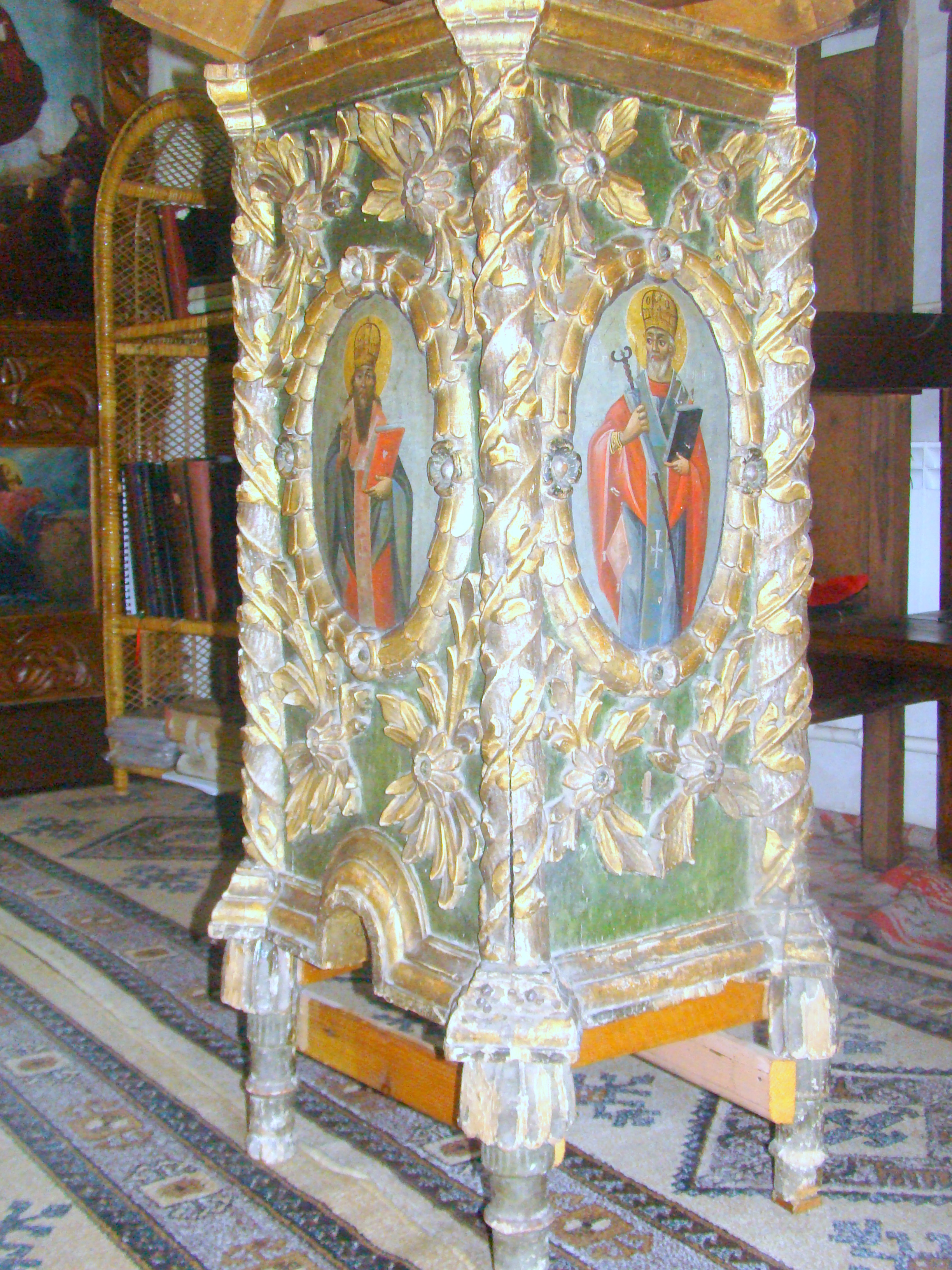
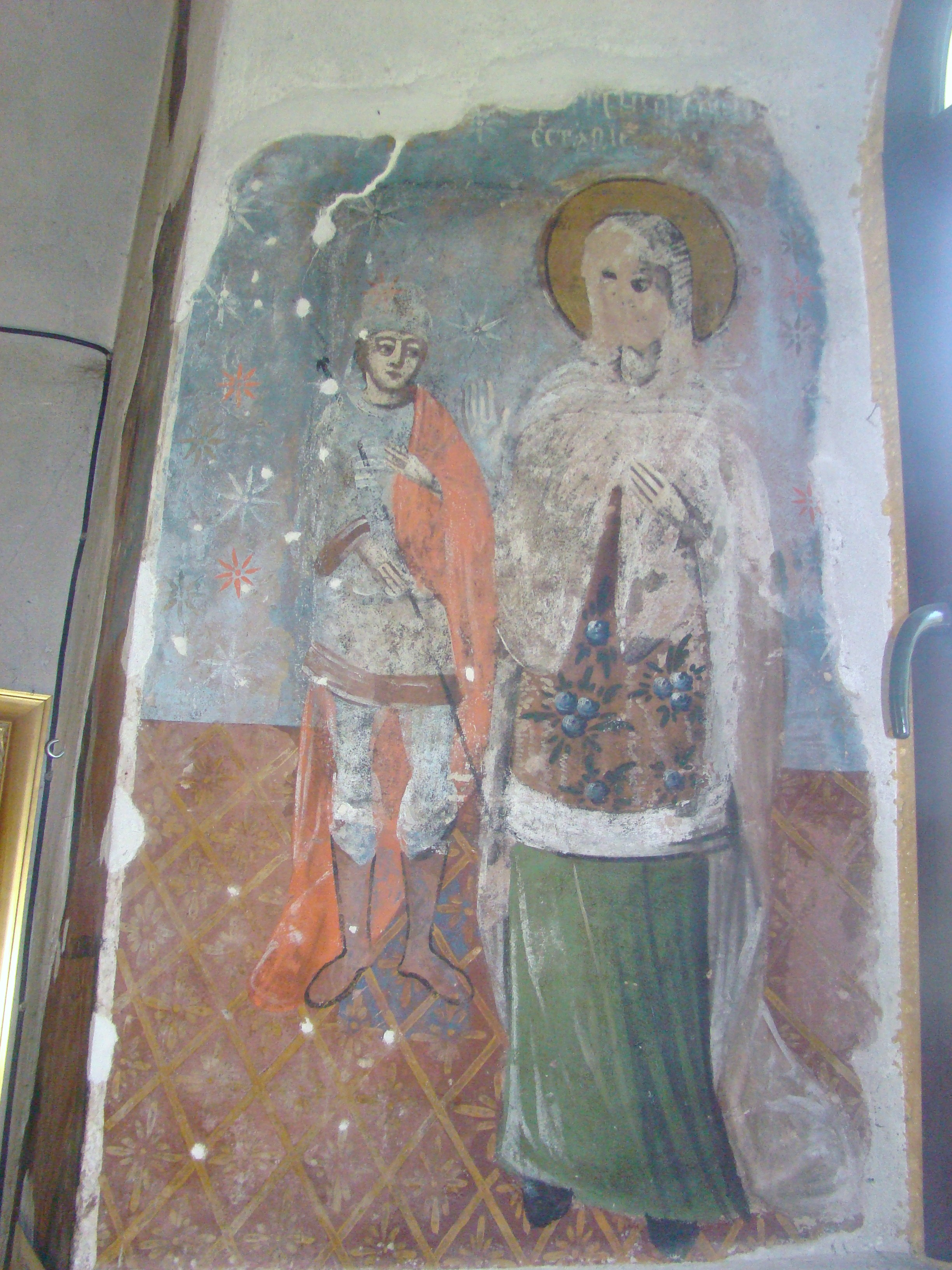
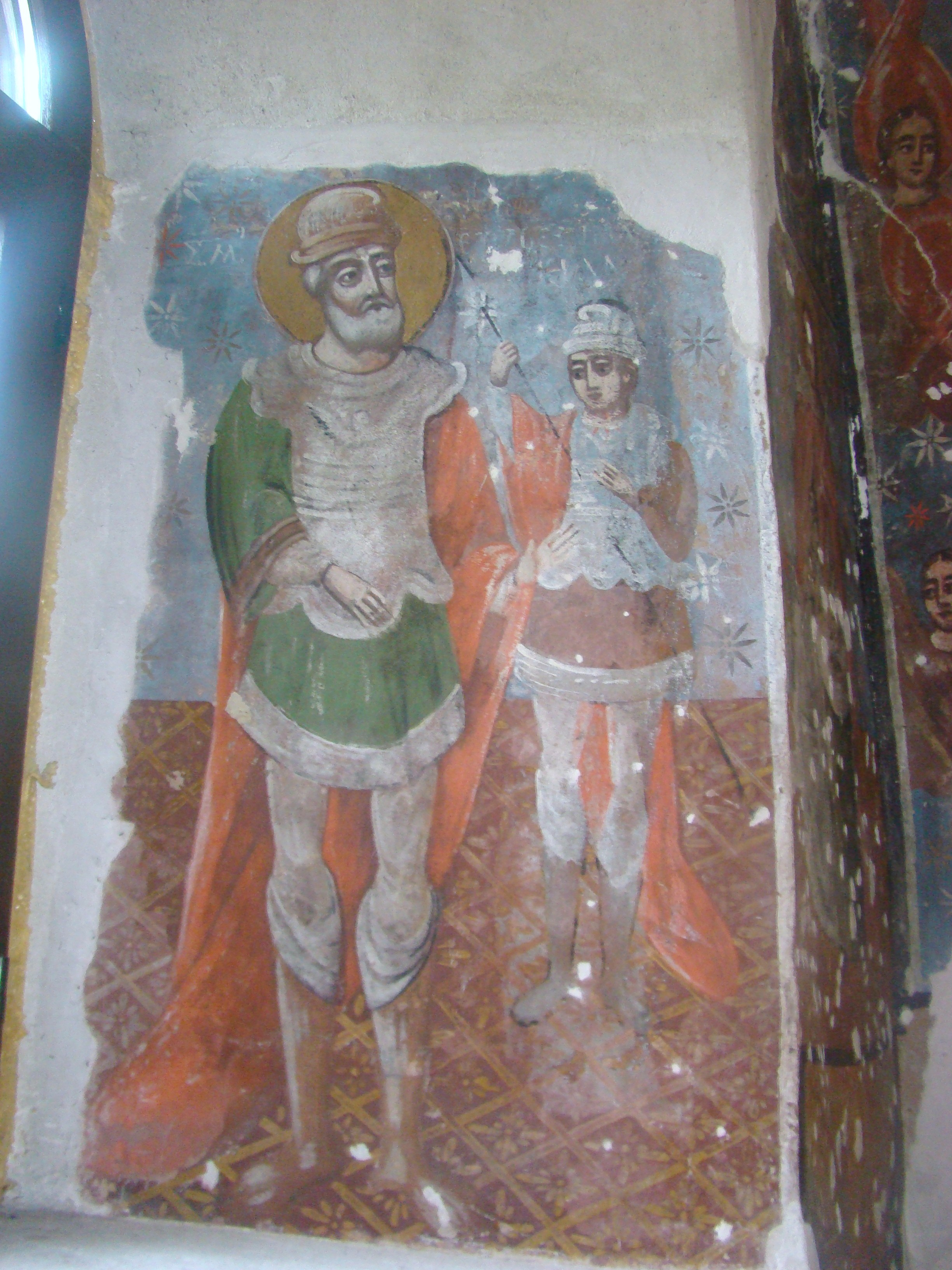
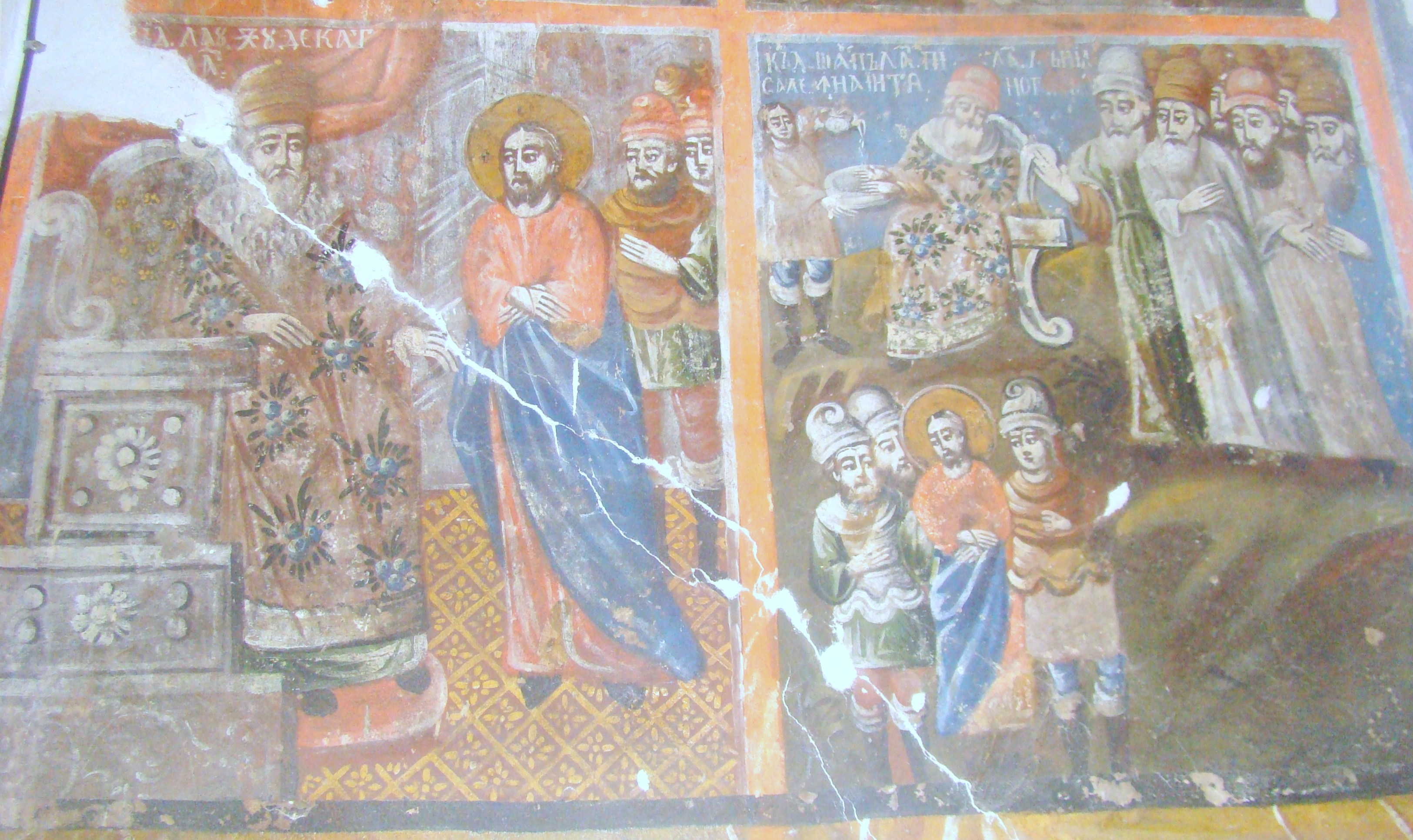
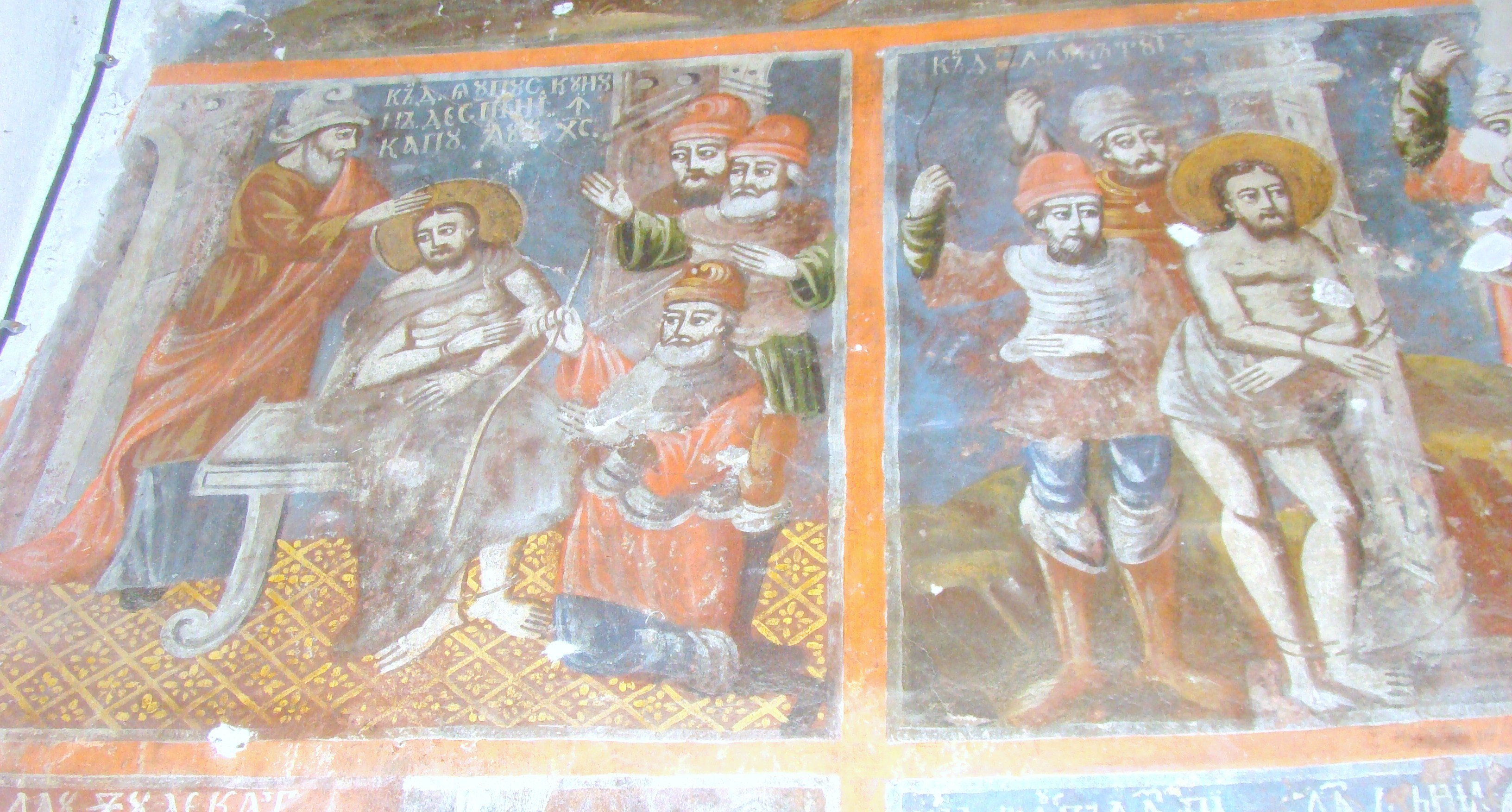
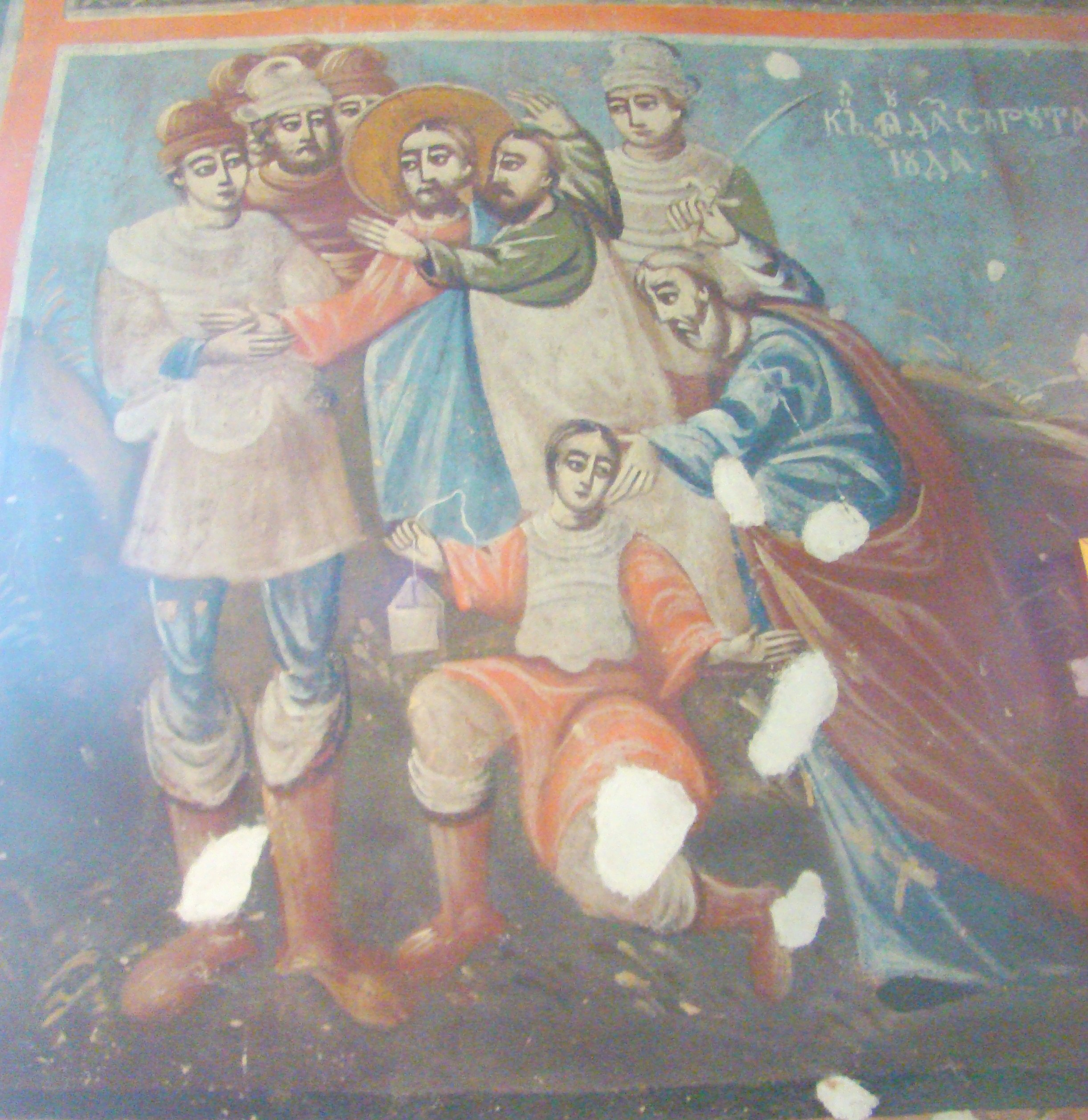
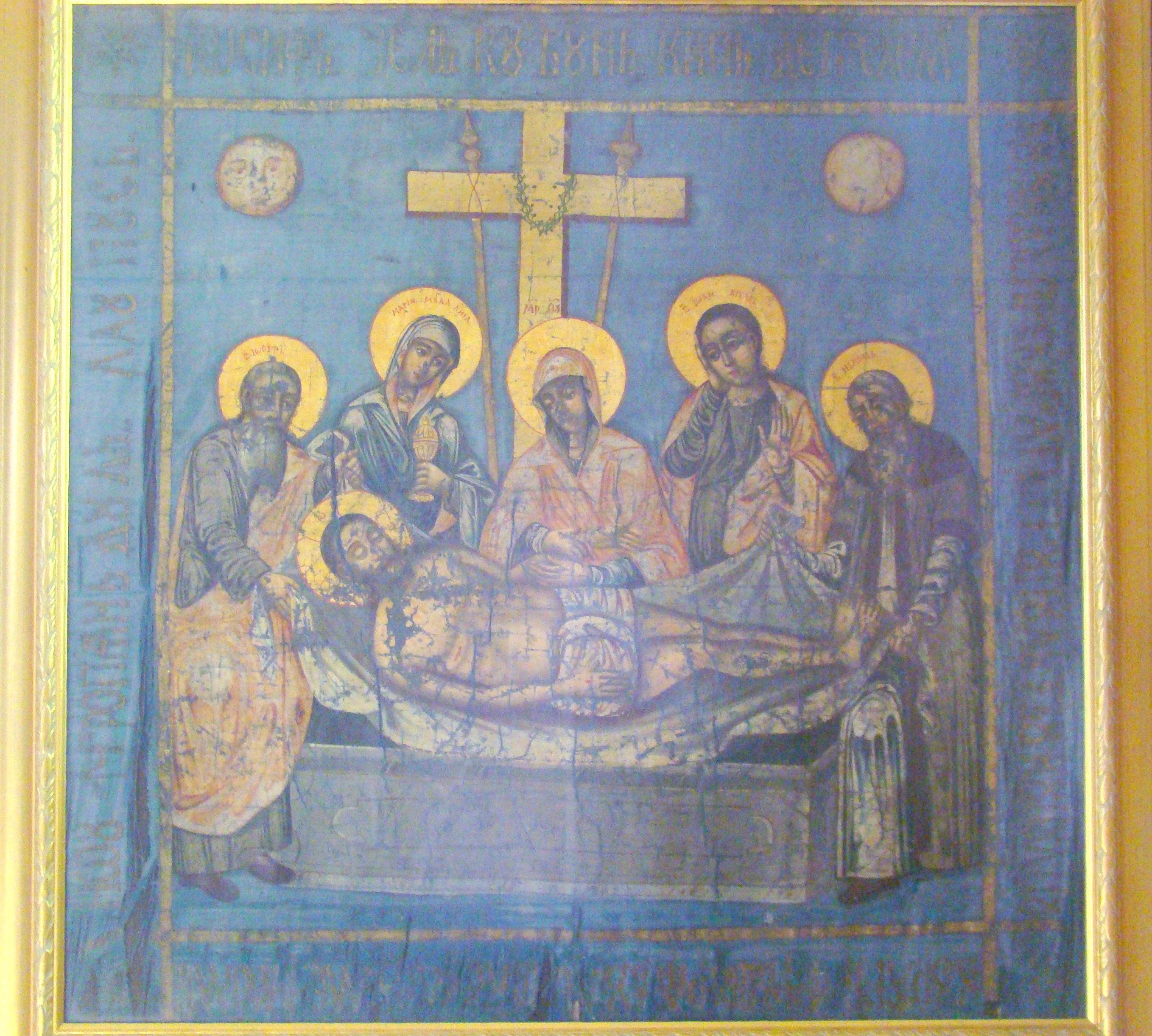
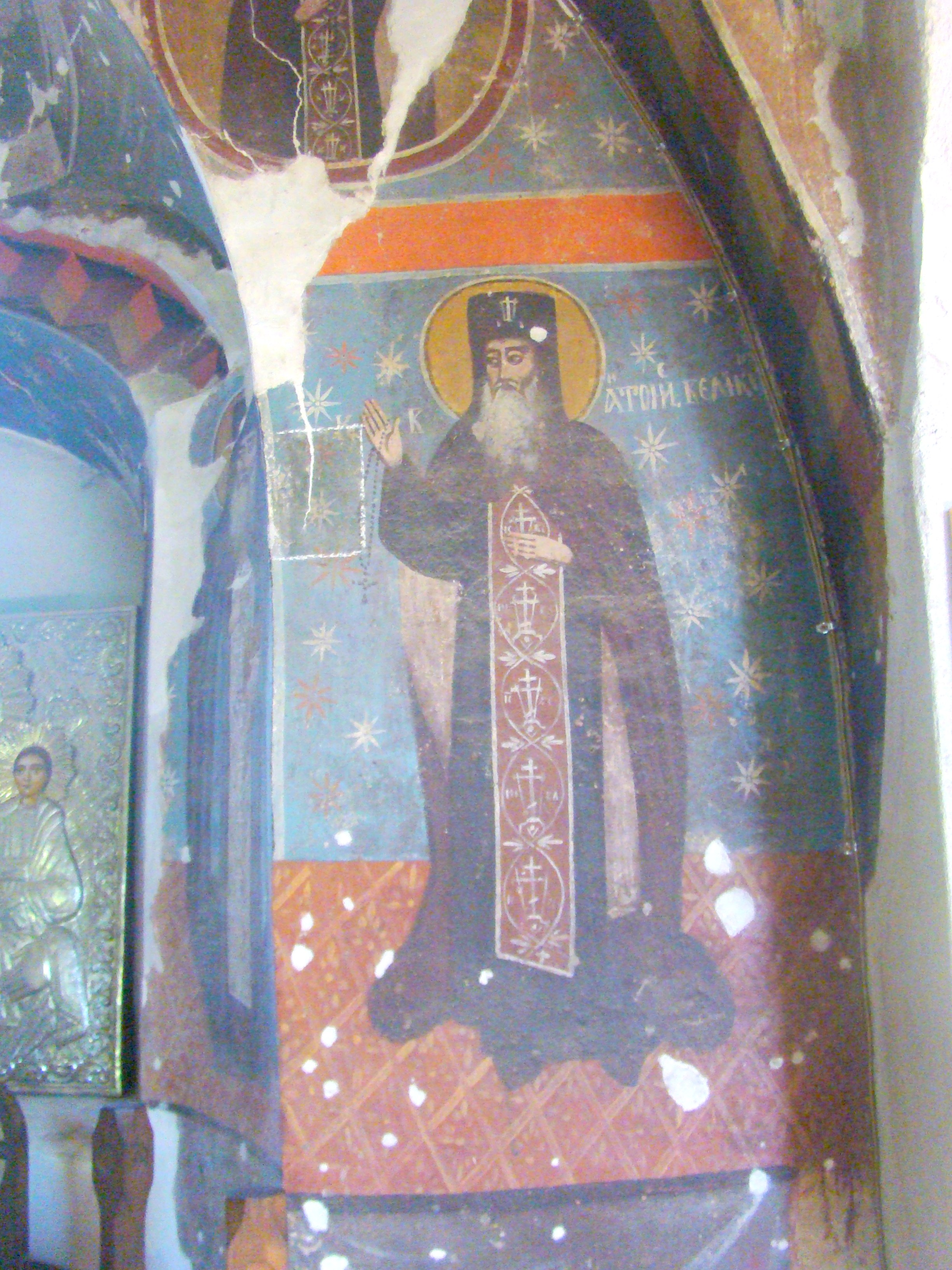
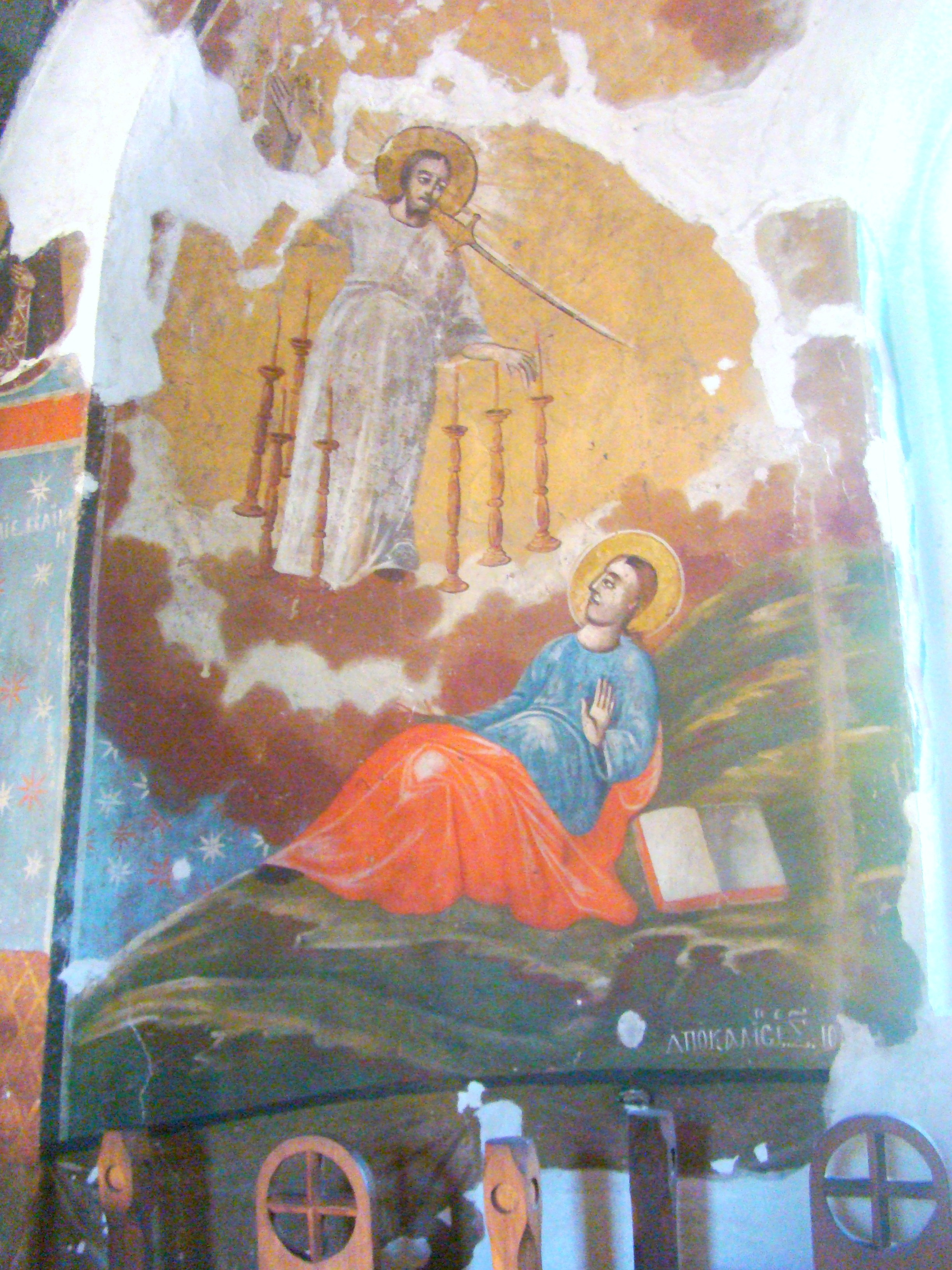
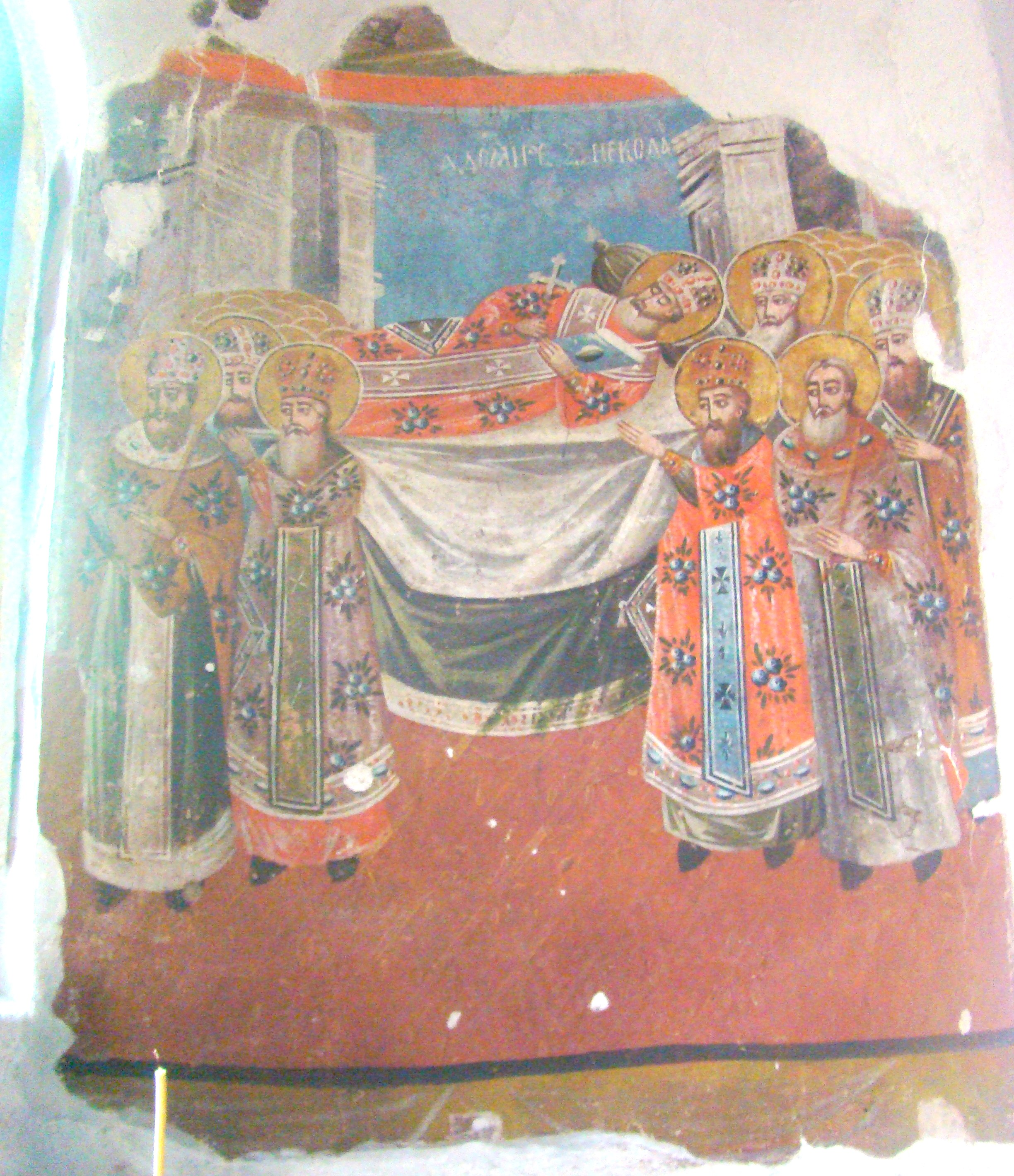
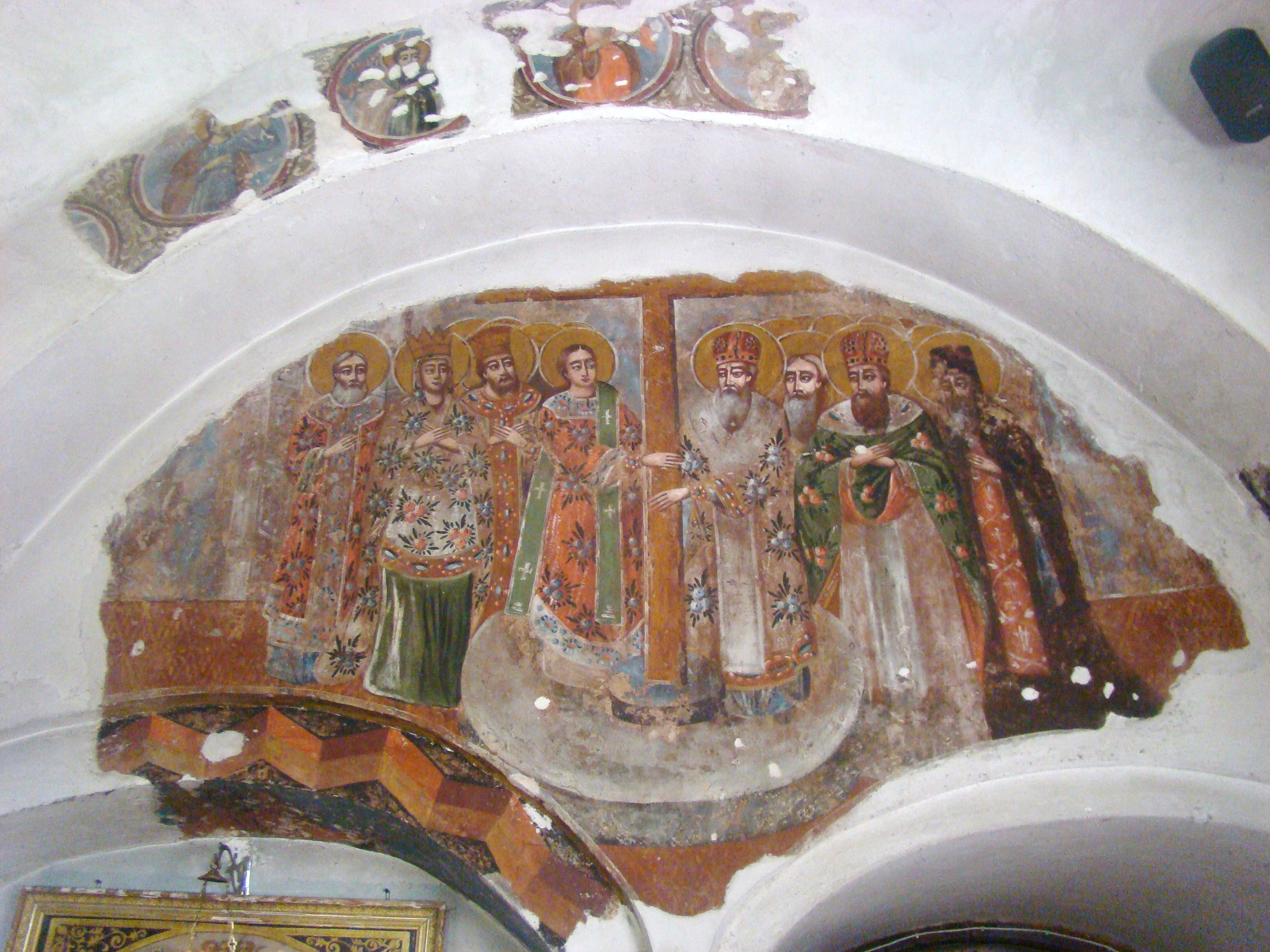
Biserica „Izvorul Tămăduirii" (în 2018)

### Biserica de lemn „Sf. Arhangheli”
Biserica de lemn cu hramul „Sfinții Arhangheli”, având codul LMI VN-II-m-B-20832.01.

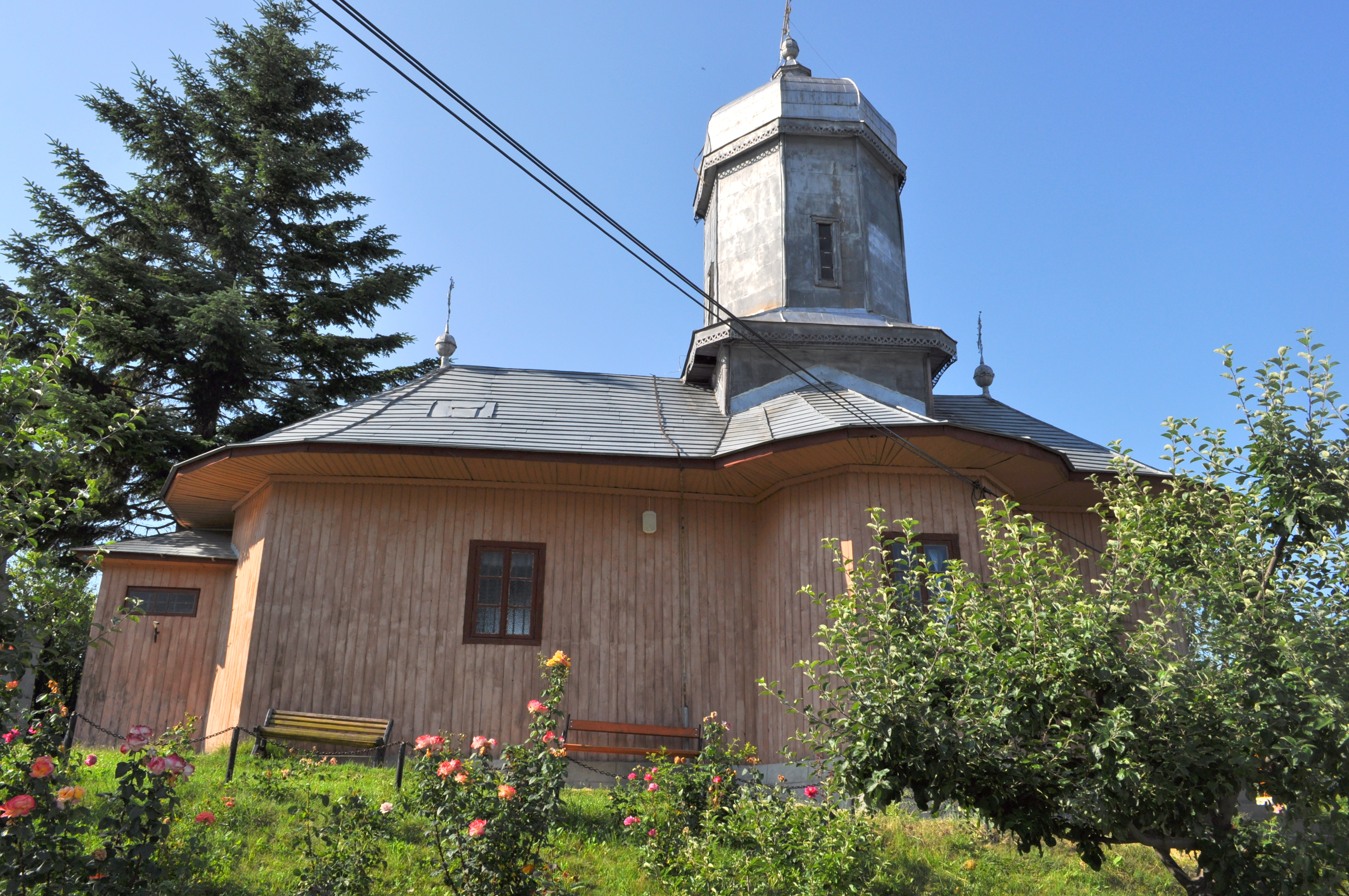
Biserica de lemn „Sf. Arhangheli” (în 2011)
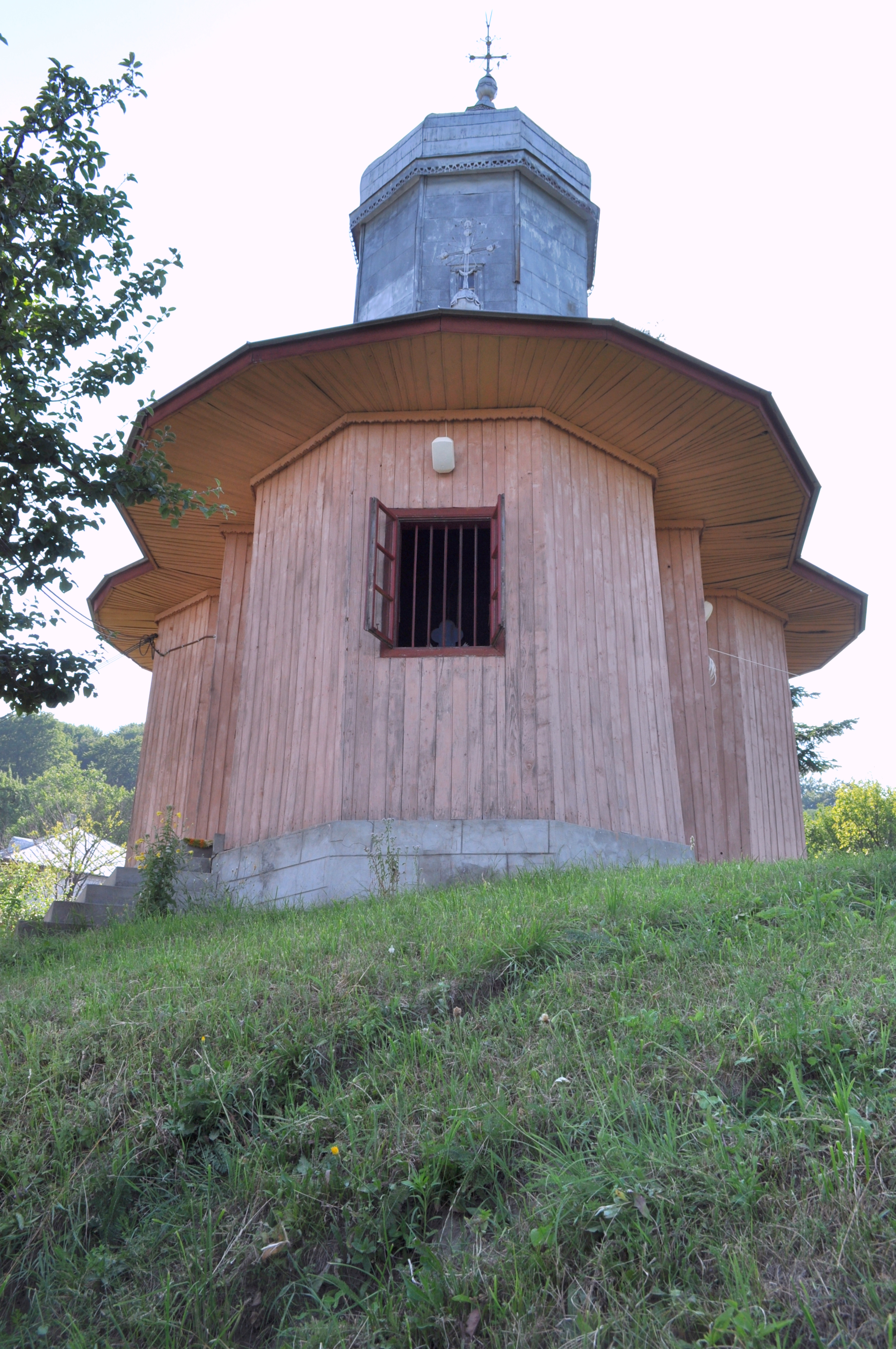
Biserica de lemn „Sf. Arhangheli” (în 2011)
Biserica de lemn „Sf. Arhangheli” (în 2018)
Biserica de lemn „Sf. Arhangheli” (în 2018)
Mănăstirea Dălhăuți: turnul-poartă
Mănăstirea Dălhăuți - incinta (în 2018)

### Muzeul mănăstirii
Imagini din muzeul mănăstirii, care adăpostește numeroase bunuri de patrimoniu.

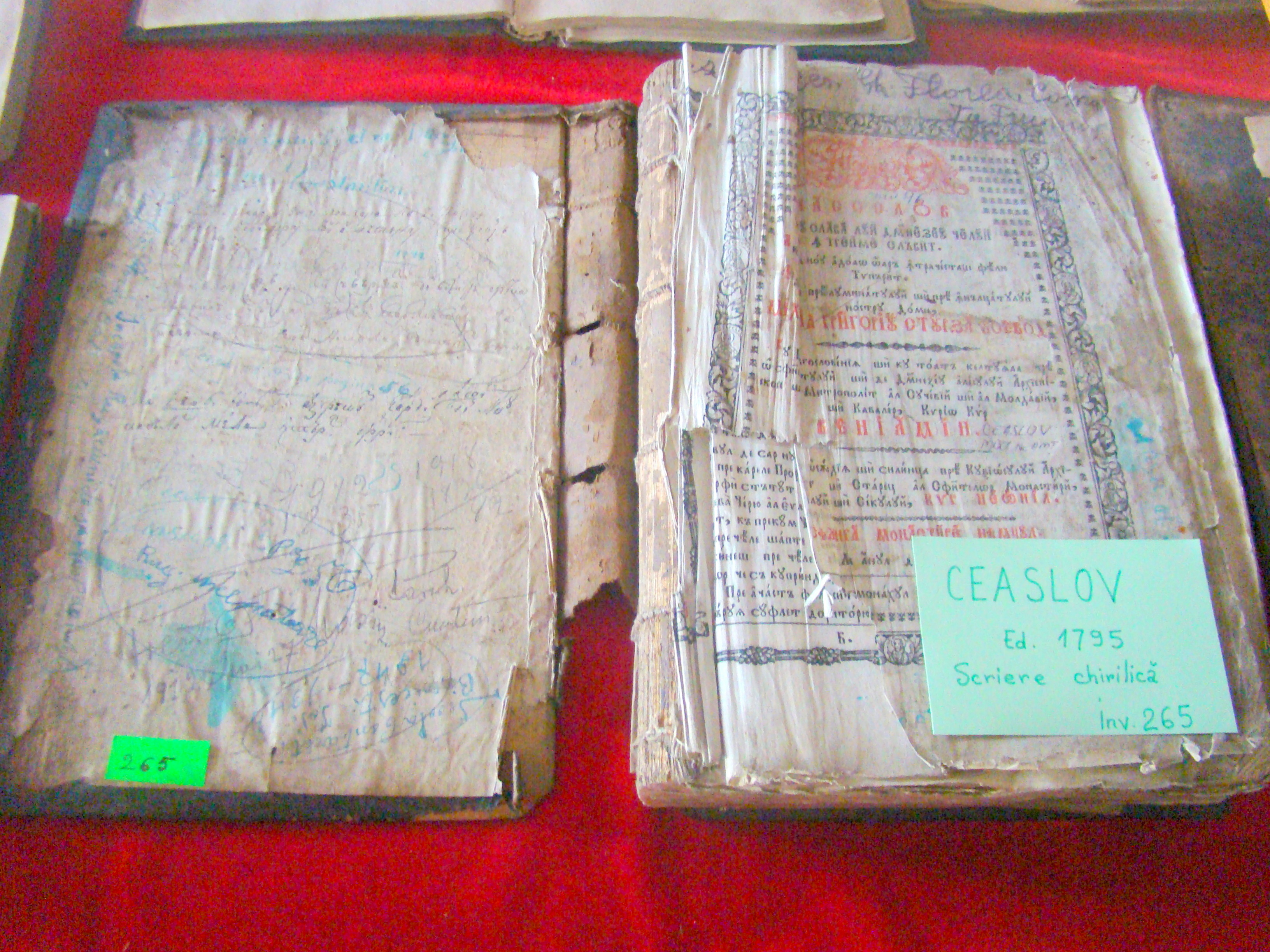
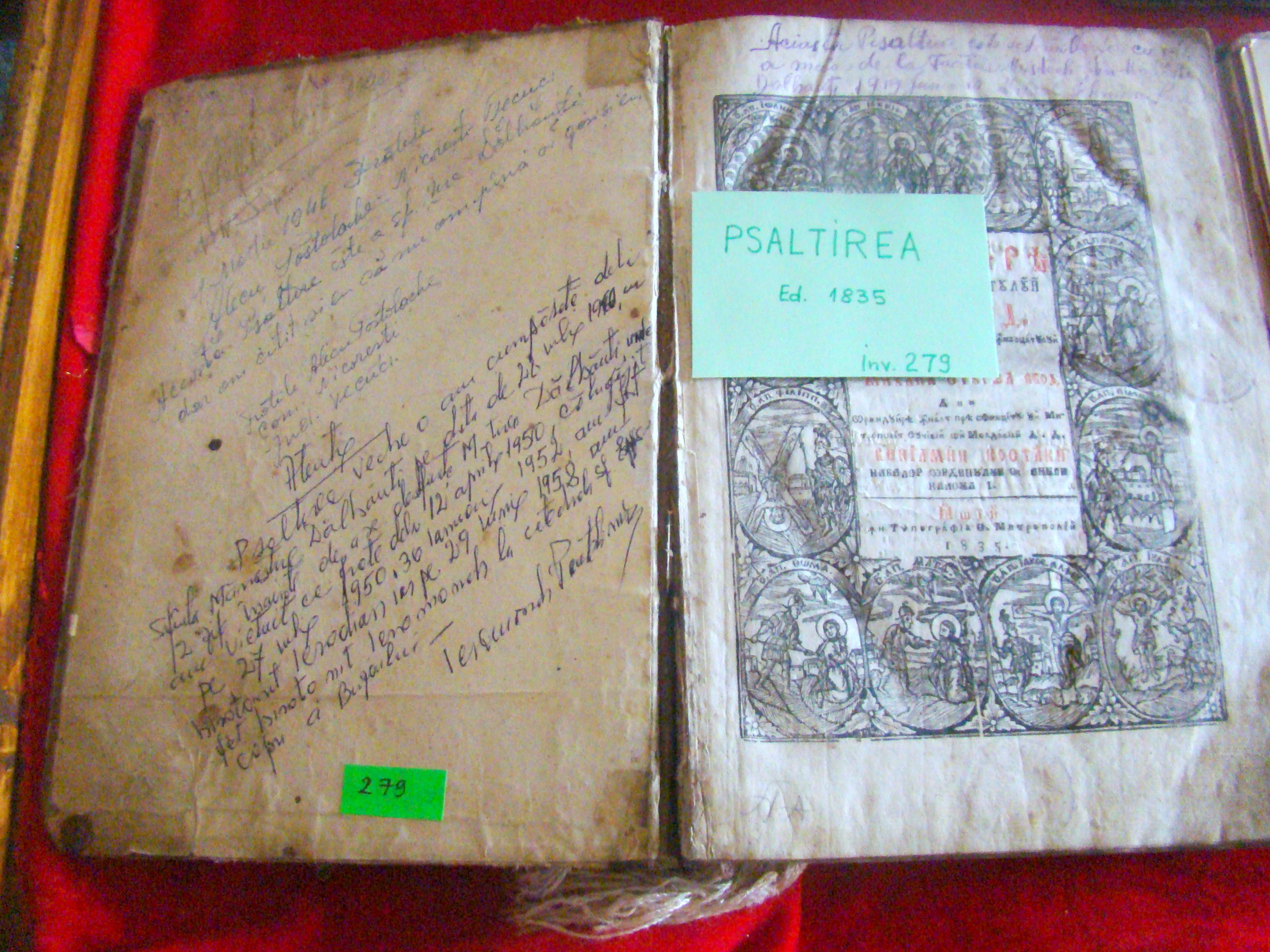
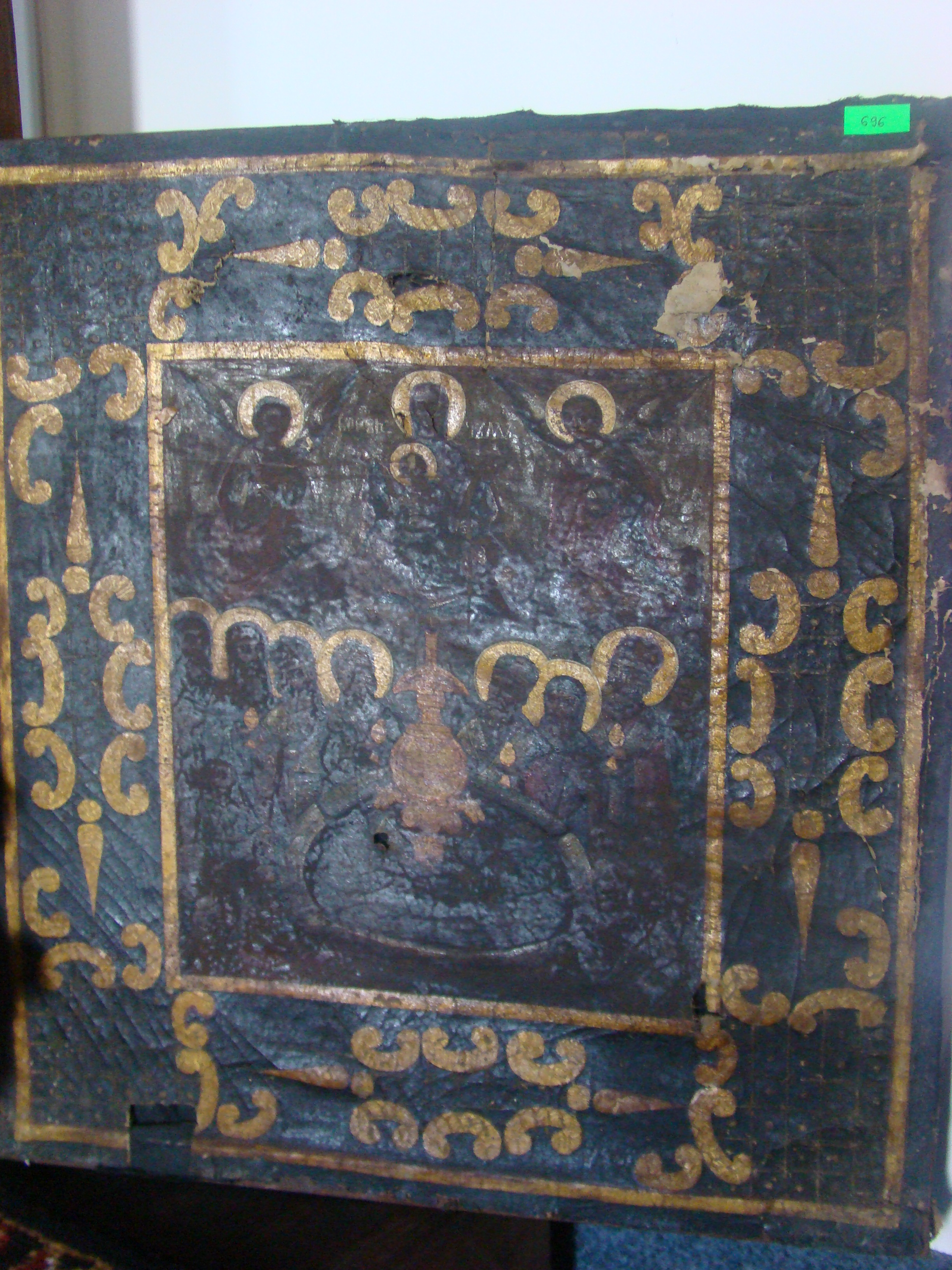
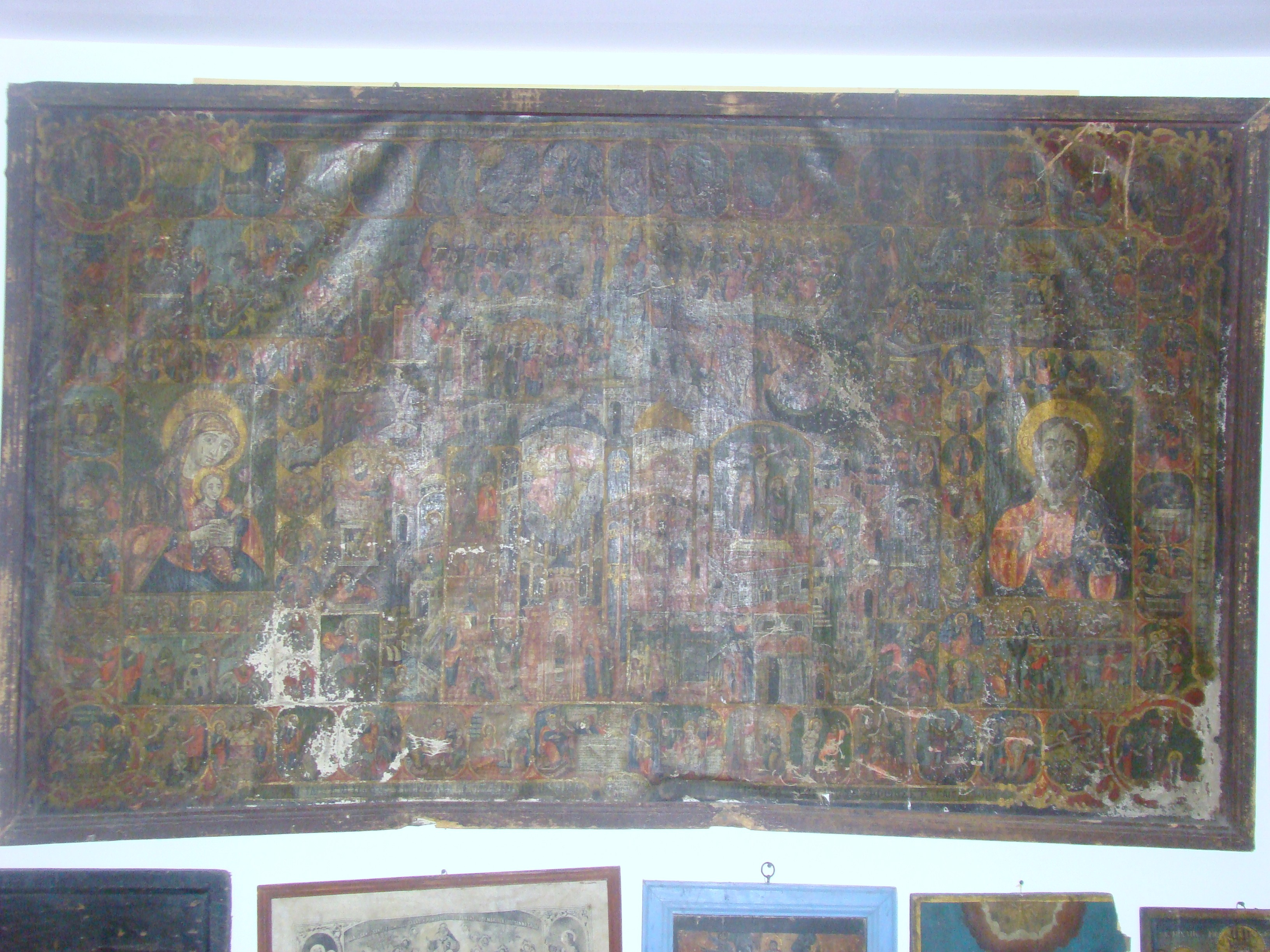
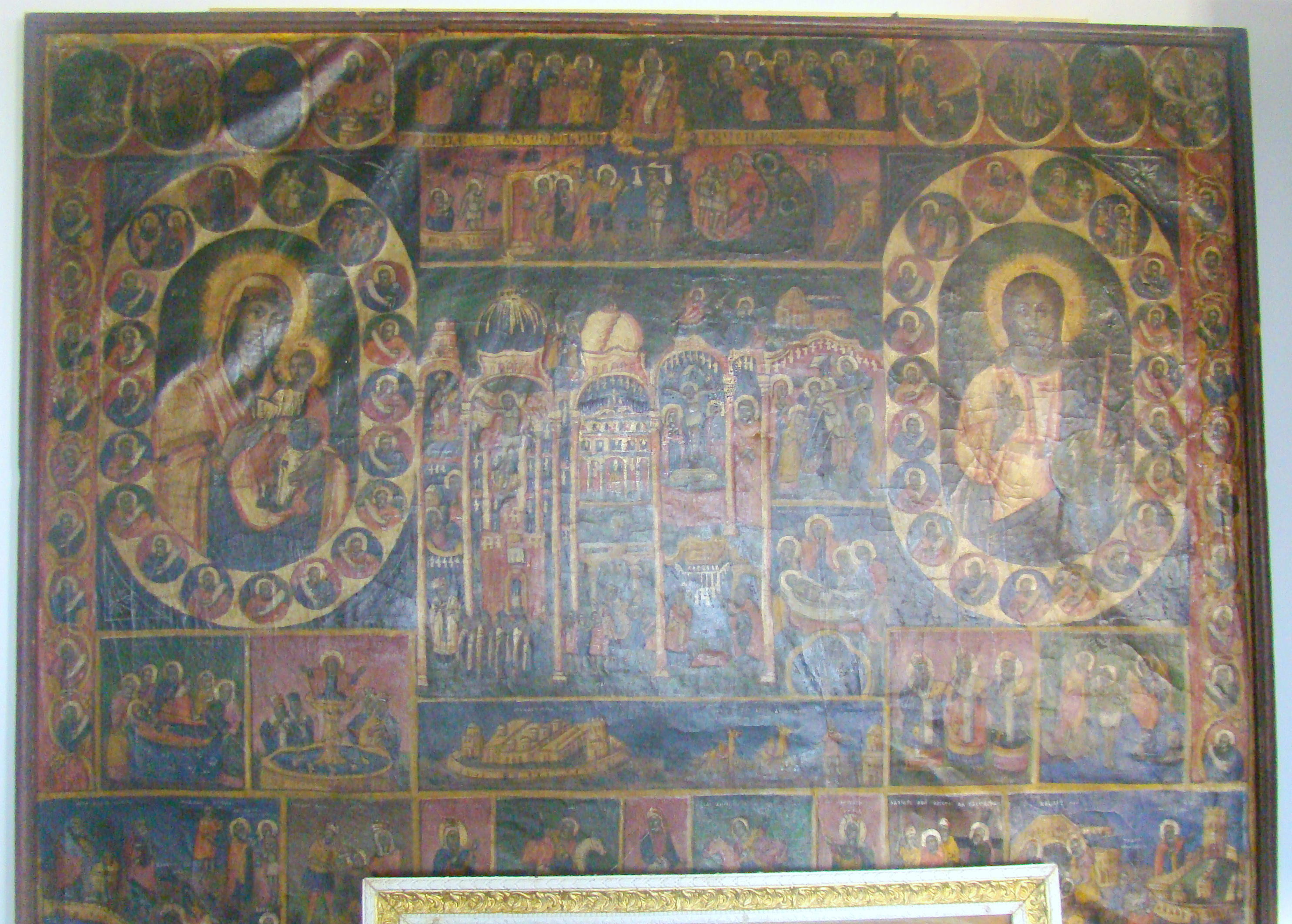
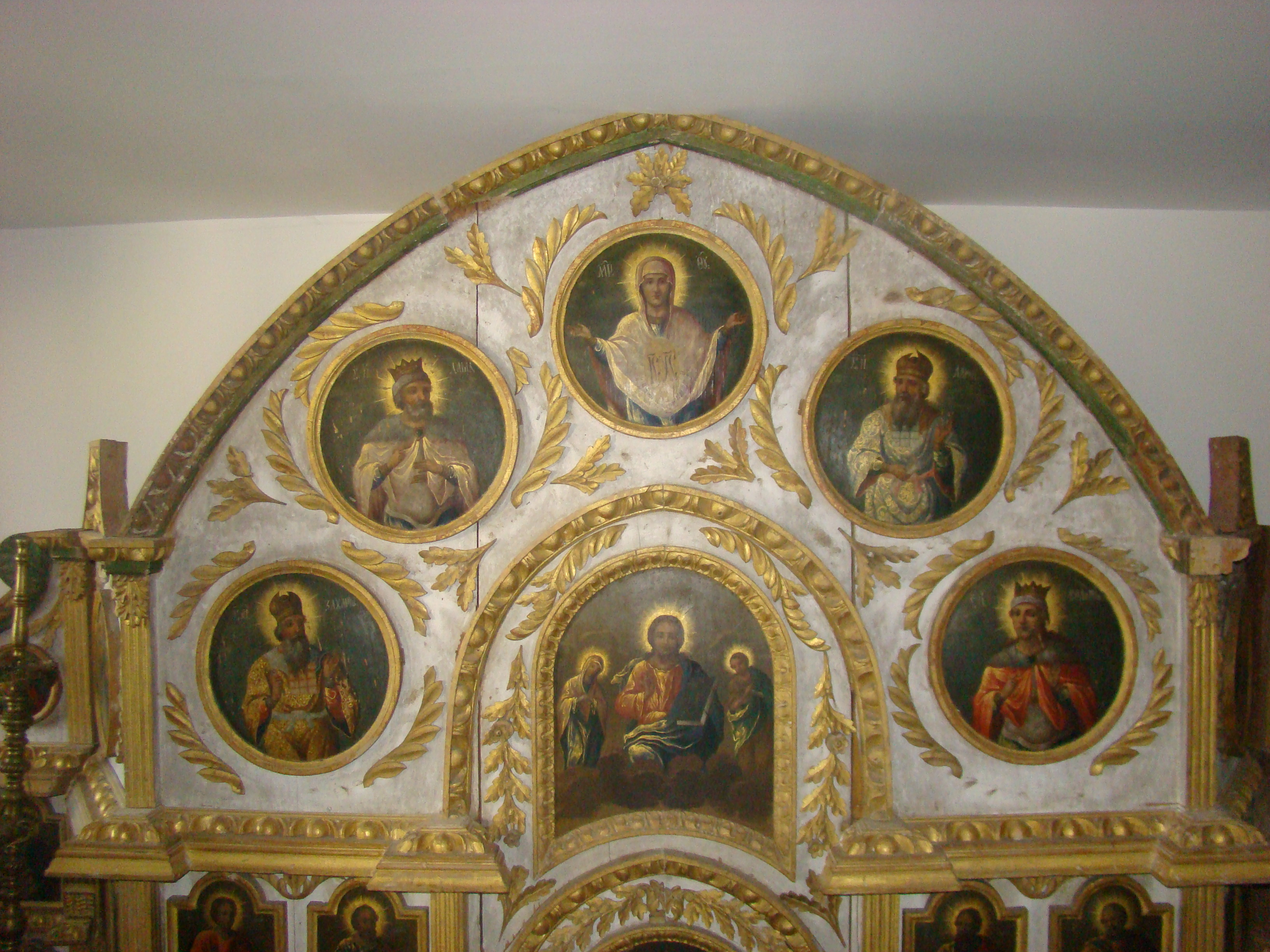
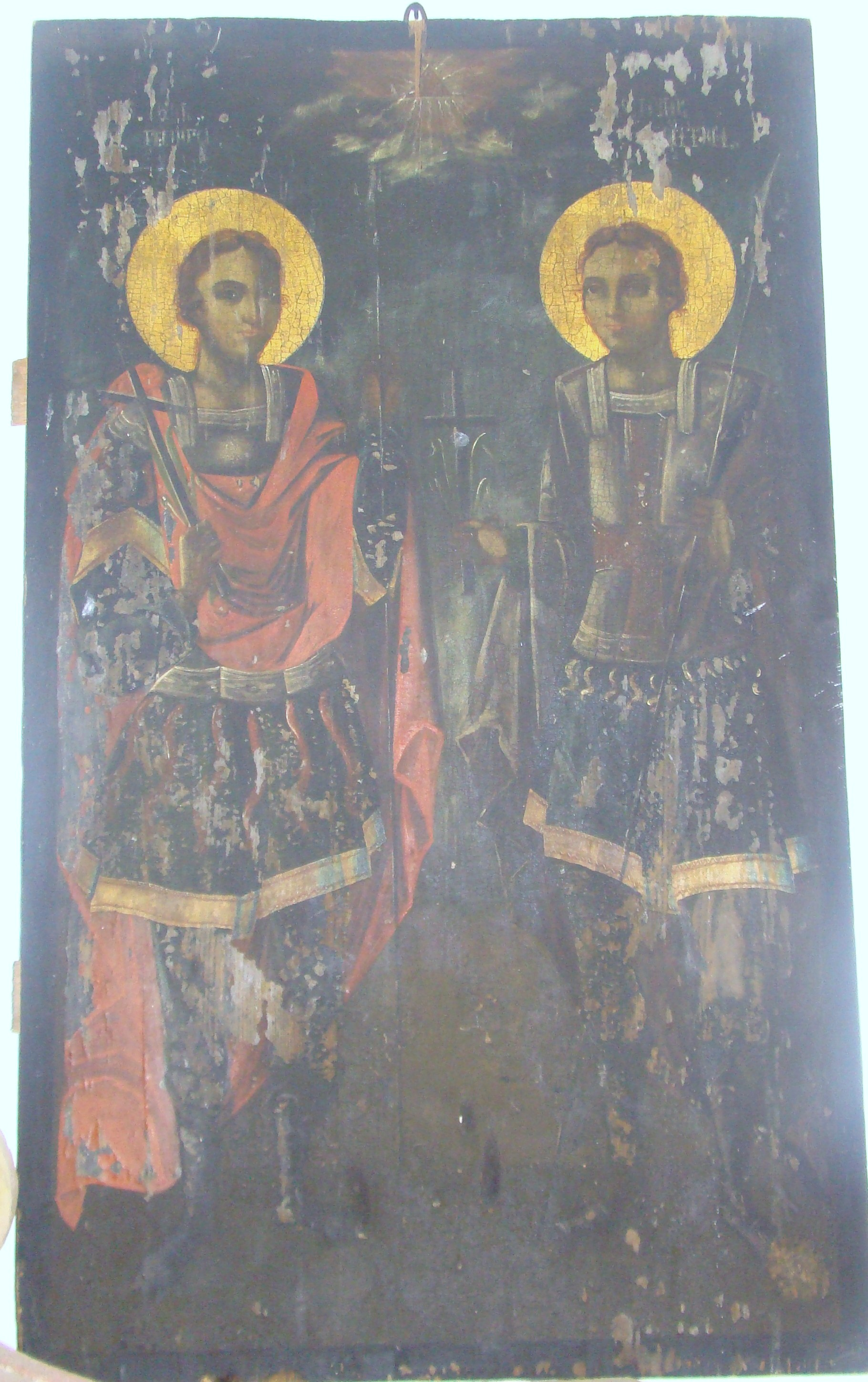